# La Gallarda del Pou
La Gallarda del Pou és un ball tradicional propi de Cornellà de Llobregat, descrit per l'etnòleg i folklorista català Joan Amades i Gelats en el volum El curs de l'any del seu Costumari Català.

## Història
Els orígens del ball cal cercar-los a l'antiga Plaça de l'Hostal de la parròquia —actualment la plaça Lluís Companys. El seu nom prové del fet que en aquesta plaça hi havia un pou i la dansa consistia en ballar-hi al voltant. Es ballava l'últim diumenge de Carnaval.
La Gallarda del Pou fou recuperada a Cornellà l'any 1956 pel mestre i coreògraf Lluís Trullàs i Ribes, amb la col·laboració del músic i compositor de sardanes Jaume Vilà i Mèlich (conegut com a Javimel), l'Esbart de Germanor del Foment de la Sardana pertanyent al Patronat de Cornellà de Llobregat i del seu mestre Ferran Gimeno i Parés. Posteriorment, l'any 1988 es recuperà novament per l'Esbart de Cornellà, de l'Agrupació Sardanista de Cornellà, i pel seu mestre Francesc Vintró i Pons.
Actualment l'Esbart de Cornellà el balla el diumenge del Corpus de Cornellà de Llobregat, durant el mes de juny. La dansa s'inicia només amb les balladores que donen voltes dansant entorn d'un pou, després entren en dansa els balladors i per parelles ballen l'espolsada.